# Chick Webb
William Henry "Chick" Webb (10. februar 1905 i Baltimore, Maryland, USA – 16. juni 1939) var en amerikansk jazztrommeslager og orkesterleder.
Webb, der fra en tidlig alder var syg med tuberkulose, regnes for en af jazzens store trommeslagere. Buddy Rich idoliserede ham, og fulgte hans eksempel som en blændende teknisk begavelse. Han havde sit eget orkester på spillestedet Savoy Ballroom, hvor mange af tidens store talenter blev opdaget. F.eks. fik han sangerinden Ella Fitzgerald frem i sit orkester.
Han døde i Baltimore som følge af komplikationer efter en operation i 1939.
Webb har inspireret mange af eftertidens store trommeslagere såsom Buddy Rich, Gene Krupa, Art Blakey og Louis Bellson.